# Ulochlaena reducta
Ulochlaena reducta là một loài bướm đêm trong họ Noctuidae.